# Baal Shem

Le Baal Shem est une œuvre pour violon et piano écrite par Ernest Bloch à Cleveland, en 1923, secondairement transcrite pour violon et orchestre en 1939. Elle est sous titrée « Trois images de la vie hassidique ».
Le titre de l'œuvre se réfère à Baal Shem Tov, le fondateur du mouvement hassidique.

## Historique
Bloch a écrit plusieurs partitions pour violon et orchestre, dont son concerto pour violon et sa Suite hébraïque, ses trois œuvres étant par ailleurs d'inspiration hébraïque. Elle est dédiée à sa mère, même si elle a été écrite originellement pour le violoniste André de Ribaupierre.
La création de la première partie en a été faite par André de Ribaupierre le 24 mai 1923 et de la totalité de l'œuvre par le même artiste le 6 février 1924 à la synagogue Temple B'nai Jeshurun (en) à Cleveland. La première de la version orchestrale a été donnée au Carnegie Hall le 19 octobre 1941 par Joseph Szigeti avec l'orchestre symphonique de New-York sous la direction de Reginald Stewart. La version avec piano a été créée en France le 21 février 1925 au Théâtre du Vieux-Colombier à Paris par Joseph Szigeti et Léon Kartun.
Les manuscrits des mouvements 2 et 3 sont conservés à la Librairie du Congrès, Washington, ceux des mouvements 1 et 3 à la Northwerstern university Library, Evanston, Illinois, Moldenhauser Archives.

## Structure
L'œuvre comporte trois mouvements et son exécution demande environ un quart d'heure.
- Vidui (contrition)
- Nigun (improvisation)
- Simhat Torah (réjouissance)